# Mecodium coreanum
Mecodium coreanum là một loài thực vật có mạch trong họ Hymenophyllaceae. Loài này được (Nakai) Seriz. miêu tả khoa học đầu tiên năm 1971.